# Gala
För andra betydelser, se Gala (olika betydelser).
Gala är en större fest eller en festföreställning. Ofta förekommer uppträdanden med artister på galan. Förr syftade gala särskilt på hovens fester.

## Exempel på galor
- Augustgalan
- Grammisgalan
- Idrottsgalan
- Fotbollsgalan
- Idrottsgalan
- Kristallen-galan
- QX-galan
- Swedish Dance Music Awards
- Rockbjörnen
- Gotland Game Awards
- Folk- & världsmusikgalan